# Орахелашвили-Микеладзе, Кетеван Мамиевна
Кетеван Орахелашвили-Микеладзе (груз. ორახელაშვილი—მიქელაძე; 1914—1985) — грузинская и советская актриса.

## Биография
Родилась в Кутаиси, в семье военного врача и профессионального революционера-большевика Ивана Орахелашвили (1881—1937) и Мариам Орахелашвили (Микеладзе) (1887—1937). Оба родителя расстреляны в 1937 году.
Муж, Евге́ний Семёнович (Симонович) Микела́дзе (1903), в ноябре 1937 года арестован и после пыток расстрелян.
Была арестована как ЧСИР и отправлена на 5 лет в Акмолинский лагерь жён изменников Родины. Освобождена «условно-досрочно» в ноябре 1942 года, с грифом: «поселение в Казахстане».
В 1943 году вышла замуж за Григория Николаевича Дроздова, (1897—1972) профессора Омского СХИ, арестованного в 1933 году и осуждённого на 10 лет по статье УК 58-1. Срок он отбывал в Карлаге, где будущие супруги познакомились.
В 1955 году после полной реабилитации всех членов семьи, Кетеван с мужем получили возможность вернуться в Тбилиси. Служила литературной переводчицей и снималась в кино.
В 1978 году сыграла роль в фильме Ланы Гогоберидзе «Несколько интервью по личным вопросам» — её персонаж, мать главной героини, возвращающаяся домой из лагеря.
В 1985 году снялась в фильме Георгия Шенгелая «Путешествие молодого композитора», где воплотила образ княгини.
Режиссёр Тенгиз Абуладзе, готовя сценарий фильма «Покаяние», общался с Кетеван. И внёс коррективы в первоначальный замысел, сменив героя фильма — мужчину, на героиню — женщину. История ареста Кетеван Орахелашвили-Микеладзе и гибели её мужа лежит в основе сценария картины.
Скончалась 25 февраля 1985 года, похоронена в Тбилиси.

## Семья
- Отец — Иван (Мамия, Мамиа) Дмитриевич Орахелашвили (1881—1937), ответственный секретарь Центрального Комитета Коммунистической партии Грузии (1920—1922)
- Мать — Мариам Платоновна Орахелашвили (урожд. княжна Микеладзе, 1887—1937), нарком просвещения Грузинской ССР
- Брат — Орахелашвили, Мераб Мамиевич (1910—1972) — советский учёный-энергетик и приборостроитель.
- Муж — Микеладзе, Евгений Семёнович (1903—1937) — советский дирижёр, заслуженный деятель искусств Грузинской ССР.
  - Дочь — Микеладзе Тинатин Евгеньевна (1934—2003) — врач.
  - Сын — Вахтанг Евгеньевич Микеладзе (род. 1936) — режиссёр документального кино.
- Муж — Дроздов Григорий Николаевич (1897—1972) — советский учёный, доктор с/х наук. В браке с 1943 до конца его жизни.
  - Сын — Дроздов Николоз Григорьевич (род. 1944) — режиссёр документального кино.